# Mixaleyrodes
Mixaleyrodes is een geslacht van halfvleugeligen (Hemiptera) uit de familie witte vliegen (Aleyrodidae), onderfamilie Aleyrodinae.
De wetenschappelijke naam van dit geslacht is voor het eerst geldig gepubliceerd door Takahashi in 1936. De typesoort is Mixaleyrodes polystichi.

## Soorten
Mixaleyrodes omvat de volgende soorten:
- Mixaleyrodes polypodicola Takahashi, 1963
- Mixaleyrodes polystichi Takahashi, 1936